# Adrian Tittel
Adrian Tittel (* 21. Februar 2004) ist ein deutscher Skispringer.

## Werdegang
Tittel nahm seit Februar 2019 am Alpencup teil, wo er im September 2023 zwei Wettkämpfe in Liberec gewinnen konnte. In der Gesamtwertung der Saison 2023/24 gelang ihm ein zehnter Rang. Beim Europäischen Olympischen Winter-Jugendfestival 2021 gewann die deutsche Mannschaft unter seiner Beteiligung Bronze.
Ab Februar 2022 ging er im FIS Cup an den Start und nimmt seit September desselben Jahres auch am Continental Cup teil. Dort gelangen ihm im Frühjahr 2024 vier Platzierungen unter den besten Zehn. Außerdem gehörte Tittel zur deutschen Auswahl für die Junioren-WM 2024, wo er als erster Sachse seit Mike Arnold 1987 auf dem Podest stand.
In den Jahren 2022 und 2023 gewann Tittel jeweils die Goldmedaille bei den deutschen Juniorenmeisterschaften.
Im Sommer-Grand-Prix debütierte er 2024 und holte auf Anhieb sechs Punkte.
Seinen ersten Wettkampf im Skisprung-Weltcup bestritt er zum Auftakt der Saison 2024/2025 im norwegischen Lillehammer, wo er auf Anhieb den zweiten Durchgang erreichte und mit Platz 28 seine ersten drei Weltcuppunkte gewann.

## Statistik

### Weltcup-Platzierungen
| Saison  | Platz | Punkte |
| ------- | ----- | ------ |
| 2024/25 | 56.   | 011    |

### Grand-Prix-Platzierungen
| Saison | Platz | Punkte |
| ------ | ----- | ------ |
| 2024   | 80.   | 006    |

### Continental-Cup-Platzierungen
| Saison  | Platz | Punkte |
| ------- | ----- | ------ |
| 2023/24 | 27.   | 053    |
| 2024/25 | 32.   | 200    |